# Píndaro de Carvalho Rodrigues
Píndaro de Carvalho Rodrigues (São Paulo, 1 de junio de 1892 - Río de Janeiro, 30 de agosto de 1965) fue un futbolista y entrenador de fútbol brasileño.
Jugó para Fluminense en nueve partidos entre 1910 y 1911, y para Flamengo desde el 3 de mayo de 1912 al 2 de julio de 1922. en 82 partidos con 52 victorias, 15 empates, 15 derrotas y tres goles marcados. Para Brasil jugó en ocho partidos, del 20 de septiembre de 1914 al 3 de mayo de 1919. Fue el primer entrenador en dirigir a Brasil en una Copa Mundial de Fútbol (Uruguay 1930), con cinco partidos oficiales (4 victorias y 1 derrota) del 14 de julio de 1930 hasta el 17 de agosto de 1930. Como futbolista, ganó el Campeonato Carioca en 1911 con el Fluminense, la Copa Roca en 1914 y el Campeonato Sudamericano en 1919 con Brasil, y el Campeonato Carioca en 1914, 1915, 1920 y 1921 con el Flamengo.

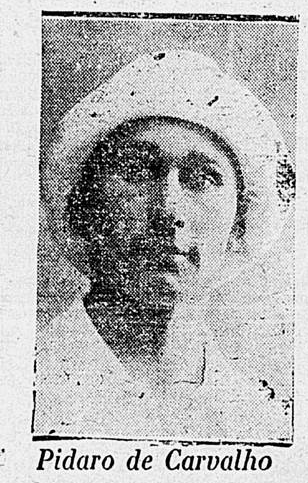
Píndaro de Carvalho 1919 Campeonato Sudamericano

## Trayectoria
- Fluminense (1910-1911)
- Flamengo (1912-1922)

## Palmarés

### Títulos nacionales
- Campeonato Carioca (5)
  - Fluminense: 1911
  - Flamengo: 1914, 1915, 1920, 1921

### Títulos internacionales
- Copa Roca (1) — 1914 —  Brasil
- Copa América (1) — 1919 —  Brasil